# Меловой (Ульяновская область)
Меловой — посёлок в городском округе Новоульяновск Ульяновской области России.

## География
Расстояние до районного центра Новоульяновск 5 км, расстояние до областного центра Ульяновск 23 км.

## История
В конце 1930 произведена разбивка будущего мелового завода, строительство которого выполняли заключённые. К 1941 году возведен фундамент мелового цеха, затем война прервала строительство. После войны продолжилось строительство завода и посёлка. Посёлок получил название Кременковский Техмелзавод. От разъезда «Белый Ключ» была проложена ж/д ветка к карьерам.
В 1949 году в посёлке появилась школа.
В 1956 году было построено новое здании школы.
В 1986 году указом ПВС РСФСР посёлок Мелоизвесткового завода переименован в Меловой.
13 июля 2004 года принят Закон Ульяновской области 043/ЗО «О муниципальных образованиях Ульяновской области», который наделил МО «Город Новоульяновск» статусом городского округа с административным центром город Новоульяновск. В границы муниципального образования «Город Новоульяновск» вошли: село Криуши, село Липки, село Панская Слобода, посёлок Яблоневый и посёлок Меловой.
Согласно Закону Ульяновской области от 25.08.2008 N 141-ЗО, на территории МО «Город Новоульяновск» предусматривается создание промышленной зоны. Вновь организуемой зоны предполагалось присвоить наименование «Промышленная зона Новоульяновск». Перспективное развитие посёлка Меловой, в силу негативной экологической ситуации, консервируется и предусматривается постепенный вывод жилья в район «Липки».

## Население
| 2010 |
| ---- |
| 767  |

## Достопримечательность
- Памятник воинам, погибшим в годы Великой Отечественной войны (1982)[5]

## Инфраструктура
Школа, ФАП, предприятия «Силикатчик», с 1.07.2016 г. — переименован в ООО «МИЗ».